# Archachatina bicarinata
Archachatina bicarinata је пуж из реда Stylommatophora. 

## Угроженост
Ова врста се сматра рањивом у погледу угрожености врсте од изумирања.

## Распрострањење
Ареал врсте је ограничен на Сао Томе и Принсипе.